# Hartville (Ohio)
Hartville é uma vila localizada no estado norte-americano de Ohio, no Condado de Stark.

## Demografia
Segundo o censo norte-americano de 2000, a sua população era de 2174 habitantes.
Em 2006, foi estimada uma população de 2512, um aumento de 338 (15.5%).

## Geografia
De acordo com o United States Census Bureau tem uma área de
4,7 km², dos quais 4,7 km² cobertos por terra e 0,0 km² cobertos por água. Hartville localiza-se a aproximadamente 341 m acima do nível do mar.

## Localidades na vizinhança
O diagrama seguinte representa as localidades num raio de 12 km ao redor de Hartville.